# 각화동농산물도매시장
각화동농산물도매시장(角化洞農産物都賣市場)은 광주광역시 북구 동문대로 260에 위치하고 있는 농산물도매시장이다.

## 같이 보기
- 서부농수산물도매시장